# Julmust

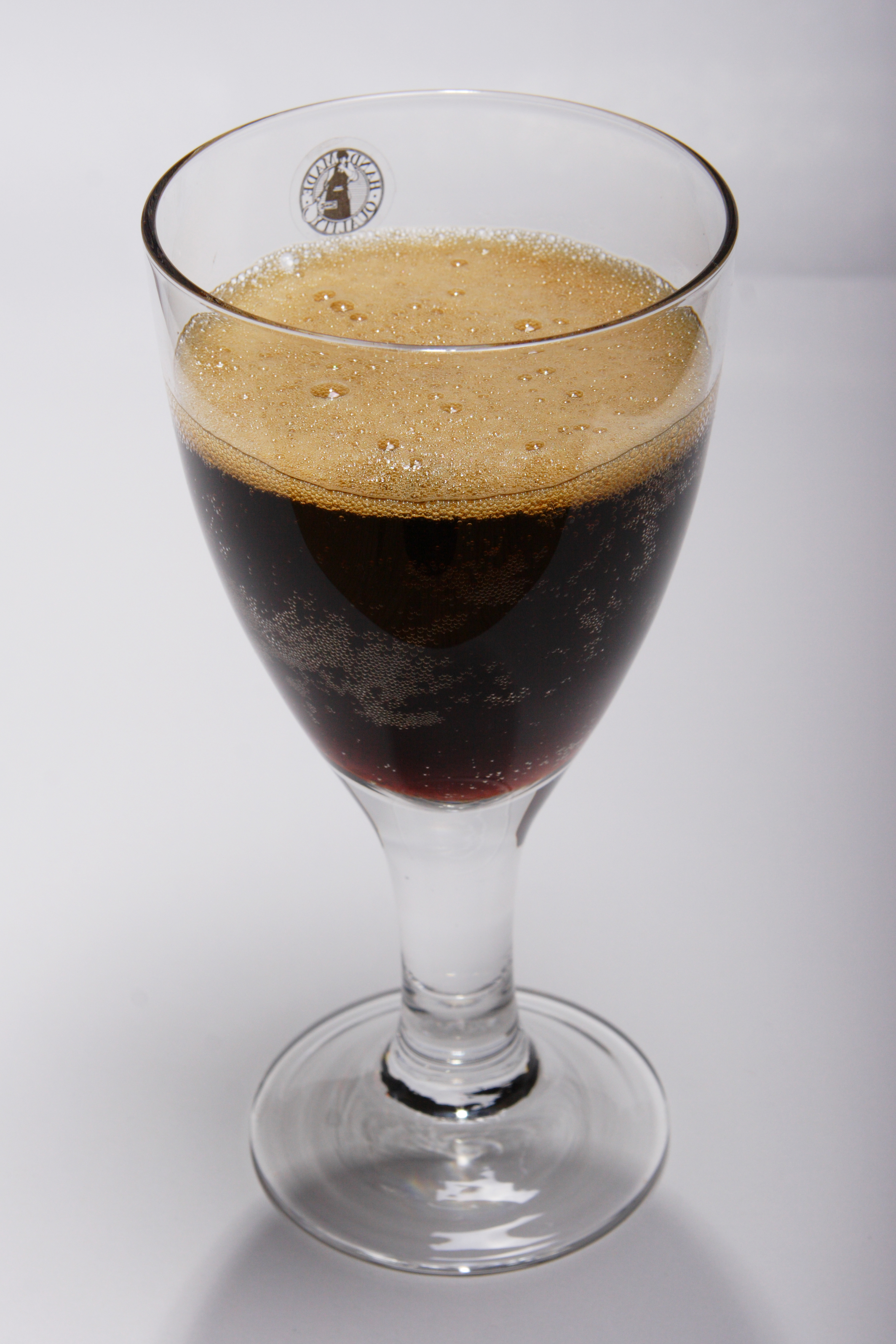
Julmust

Julmust (doslova „vánoční mošt“) je limonáda černé barvy, která ve Švédsku tradičně patří k oslavám vánočních svátků. Jako první ji vyrobil v roce 1910 chemik z Örebro Harry Roberts coby zdravější náhražku černého piva, popularita nápoje vzrostla po zavedení protialkoholních zákonů v roce 1922. Julmust obsahuje vodu sycenou oxidem uhličitým, slad, cukr, kyselinu citrónovou, chmelový výtažek, karamelový kulér a směs koření (hřebíček, kardamom, skořici, zázvor, badyán, jalovec a další; přesné složení je tajným patentem firmy Roberts AB, která poskytuje extrakt jednotlivým výrobcům). Nejrozšířenějšími značkami julmostu jsou Apotekarnes, Nygårda, Stockmos, Grebbestad Bryggeri, Guttsta Källa, Zeunerts, Harboe Bryggeri, Three Hearts a Vasa Bryggeri. Na etiketě bývá zpravidla vyobrazen Tomte. Ve Švédsku se během prosince vypije kolem 45 milionů litrů julmostu, což pro firmu Coca-Cola znamená snížení tržeb na polovinu. Julmust se prodává také v obchodech IKEA mimo Švédsko. Okolo Velikonoc se nápoj na trhu objevuje pod názvem påskmust.